# Eremurus himalaicus
Asphodelus
Genre
Classification phylogénétique
Eremurus himalaicus, ou lis des steppes de l'Himalaya, est une espèce de plante vivace herbacée de la famille des Xanthorrhoéacées et du genre Eremurus, originaire du nord-ouest de l'Himalaya.

## Description

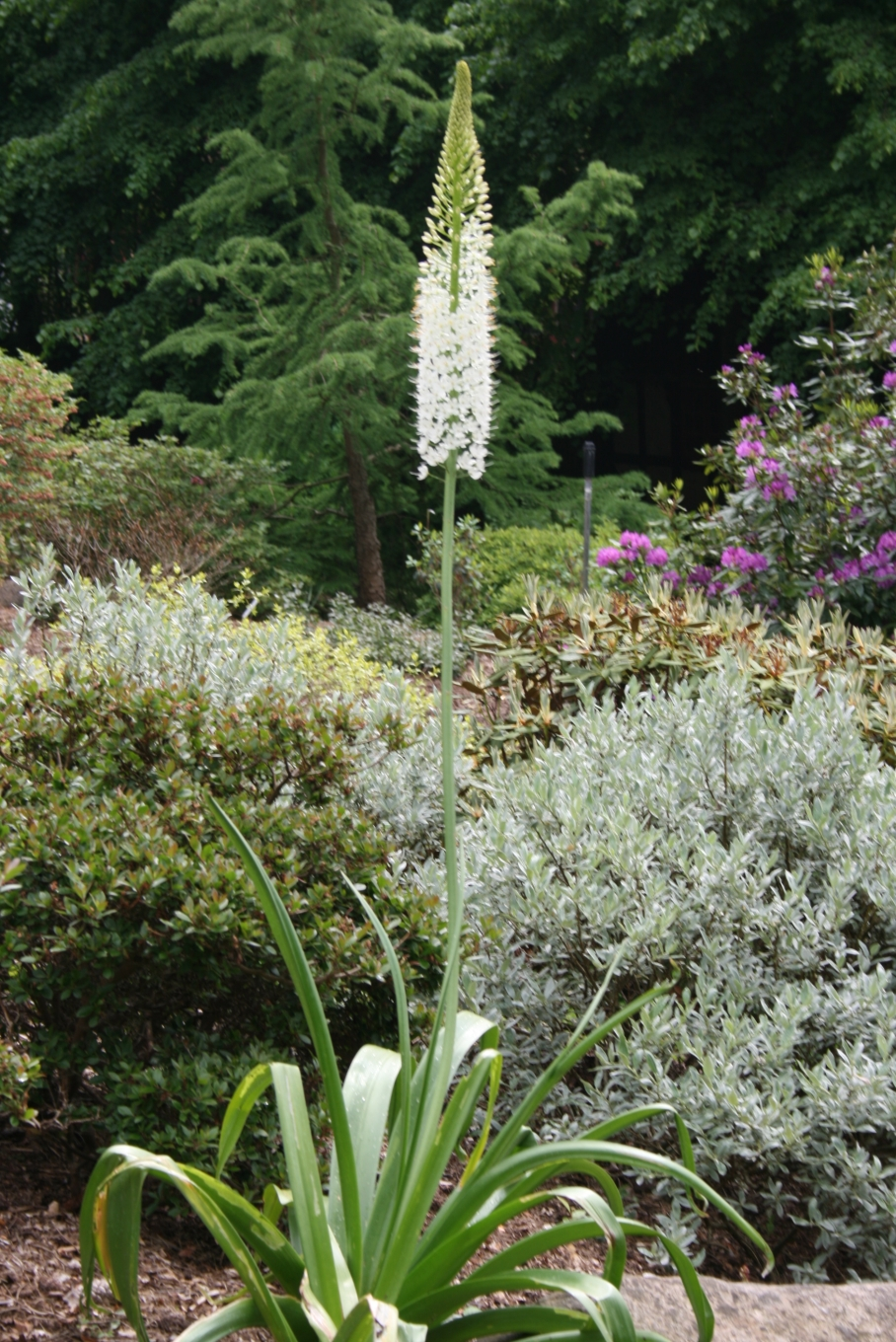
Eremurus himalaicus au jardin botanique d'Århus au Danemark.

Eremurus himalaicus peut croître jusqu'à 2,5 mètres à partir d'un rhizome, et dépasse en moyenne 1 mètre. Ses feuilles mesurent de 15 à 50 mm de largeur. Son inflorescence en forme de  hampe possède des pédicelles de 30 mm qui se tiennent bien droit au moment de la fructification. Les tépales sont de couleur blanche et mesurent de 17 à 20 mm de longueur. Les capsules sont ovoïdes et mesurent environ 14 mm.
Le lis des steppes de l'Himalaya fleurit en juin.

## Habitat
Eremurus himalaicus est originaire du nord-ouest de l'Himalaya (Himachal-Pradesh) du nord du Pakistan et de l'Afghanistan. On le trouve dans les prés subalpins, jusqu'à 3 600 mètres d'altitude.

## Culture
Cette plante ornementale est cultivée depuis 1881. Elle a été étudiée par John Gilbert Baker (1834-1920).